# بث هالند
بث هالند (به انگلیسی: Beth Howland) (زاده ۲۸ می ۱۹۴۱-درگذشته ۳۱ دسامبر ۲۰۱۵) بازیگر آمریکایی بود.
از فیلم‌های معروف و همچنین مجموعه‌های تلویزیونی او می‌توان به بازی در مجموعه تلویزیونی آلیس اشاره کرد.